# That's So Raven (trilha sonora)
That's So Raven Soundtrack é a trilha sonora da Série Original do Disney Channel de mesmo nome. O álbum foi lançado em 18 de Maio de 2004 nos Estados Unidos. O álbum inclui músicas inspiradas na série de TV.
Além de Raven-Symoné, participam Jesse McCartney, Stacie Orrico, Jump5, Jamelia, Lindsay Lohan, Des'ree, Chaka Khan e Kool & the Gang

## Faixas
| N.º            | Título                            | Compositor(es)                                                             | Artista                                             | Duração |  |
| 1.             | "Supernatural"                    | Matthew Gerrard, Michelle Lewis                                            | Raven-Symoné                                        | 2:57    |  |
| 2.             | "Shine"                           | Ray Cham, Charlene Licera                                                  | Raven-Symoné                                        | 3:06    |  |
| 3.             | "Beautiful Soul"                  | Andy Dodd, Adam Watts                                                      | Jesse McCartney                                     | 3:54    |  |
| 4.             | "Got to Be Real"                  | David Foster, Cheryl Lynn, David Paich                                     | Cheryl Lynn                                         | 3:48    |  |
| 5.             | "(There's Gotta Be) More to Life" | Sabelle Breer, Kevin Kadish, Harvey Mason Jr., Damon Thomas, Lucy Woodward | Stacie Orrico                                       | 3:21    |  |
| 6.             | "We Are Family"                   | Bernard Edwards, Nile Rodgers                                              | Jump5                                               | 3:39    |  |
| 7.             | "Superstar"                       | Joe Belmaati, Michael Hansen, Marchell Remeeus                             | Jamelia                                             | 3:34    |  |
| 8.             | "Ultimate"                        | Jeffrey Coplan, Robert Ellis Orrall                                        | Lindsay Lohan                                       | 3:06    |  |
| 9.             | "You Gotta Be"                    | Ashley Ingram, Des'ree                                                     | Des'ree                                             | 4:05    |  |
| 10.            | "I'm Every Woman"                 | Nickolas Ashford, Valerie Simpson                                          | Chaka Khan                                          | 4:07    |  |
| 11.            | "Where You Belong"                | Dana Calitri, Mattias Gustafsson, Nina Ossoff                              | Huckapoo                                            | 3:22    |  |
| 12.            | "Jungle Boogie"                   | Ronald Bell, Kool & the Gang                                               | Kool & the Gang                                     | 3:04    |  |
| 13.            | "Future is Clear"                 | Jimmy Harry, Elliot Lurie                                                  | Jeannie Ortega                                      | 2:59    |  |
| 14.            | "That's So Raven (Theme Song)"    | John Coda                                                                  | Raven-Symoné, Anneliese van der Pol e Orlando Brown | 0:50    |  |
| 15.            | "Supernatural (Crystal Ball Mix)" | Matthew Gerrard, Michelle Lewis                                            | Raven-Symoné                                        | 5:21    |  |
| Duração total: | Duração total:                    | Duração total:                                                             | Duração total:                                      | 42:26   |  |

## Desempenho em Tabelas Musicais
| Paradas de Sucesso (2004)    | Posição |
| ---------------------------- | ------- |
| U.S. Billboard 200           | 44      |
| Top Kid Audio                | 1 (3x)  |
| Billboard R&B/Hip-Hop Albums | 54      |
| Top Soundtracks              | 2       |

## Disney Karaoke Series
Disney Karaoke Series é um álbum de karaokê que tras as músicas da série That's so Raven.

### Faixas
1. "Supernatural"
2. "Shine"
3. "We Are Family"
4. "Ultimate"
5. "(There's Gotta Be) More to Life"
6. "Jungle Boogie"
7. "You Gotta Be"
8. "That's So Raven (Theme Song)"
9. "Supernatural"
10. "Shine" (vocal)
11. "We Are Family" (vocal)
12. "Ultimate" (vocal)
13. "(There's Gotta Be) More to Life" (vocal)
14. "Jungle Boogie" (vocal)
15. "You Gotta Be" (vocal)
16. "That's So Raven (Theme Song)" (vocal)

## Charts
| Chart                                 | Peak position |
| ------------------------------------- | ------------- |
| Canadian Albums Chart                 | 18            |
| U.S. Billboard 200                    | 44            |
| U.S. Billboard Top Kid Audio          | 1             |
| U.S. Billboard Top R&B/Hip-Hop Albums | 54            |
| U.S. Billboard Top Soundtracks        | 2             |

1. ↑  Canadian Albums Chart
2. 1 2 3 4  That's So Raven charts Billboard